# Mariano Comense
De Italiaanse stad Mariano Comense ligt in de Noord-Italiaanse provincie Como (regio Lombardije). Mariano Comense ligt in de heuvelachtige streek Brianza tussen de steden Como en Monza. De plaats is een belangrijk commercieel en industrieel centrum. De plaats heeft een station aan de spoorlijn Milaan-Canzo van de Ferrovie Nord Milano en ligt op korte afstand van de superstrada Milaan-Lecco.

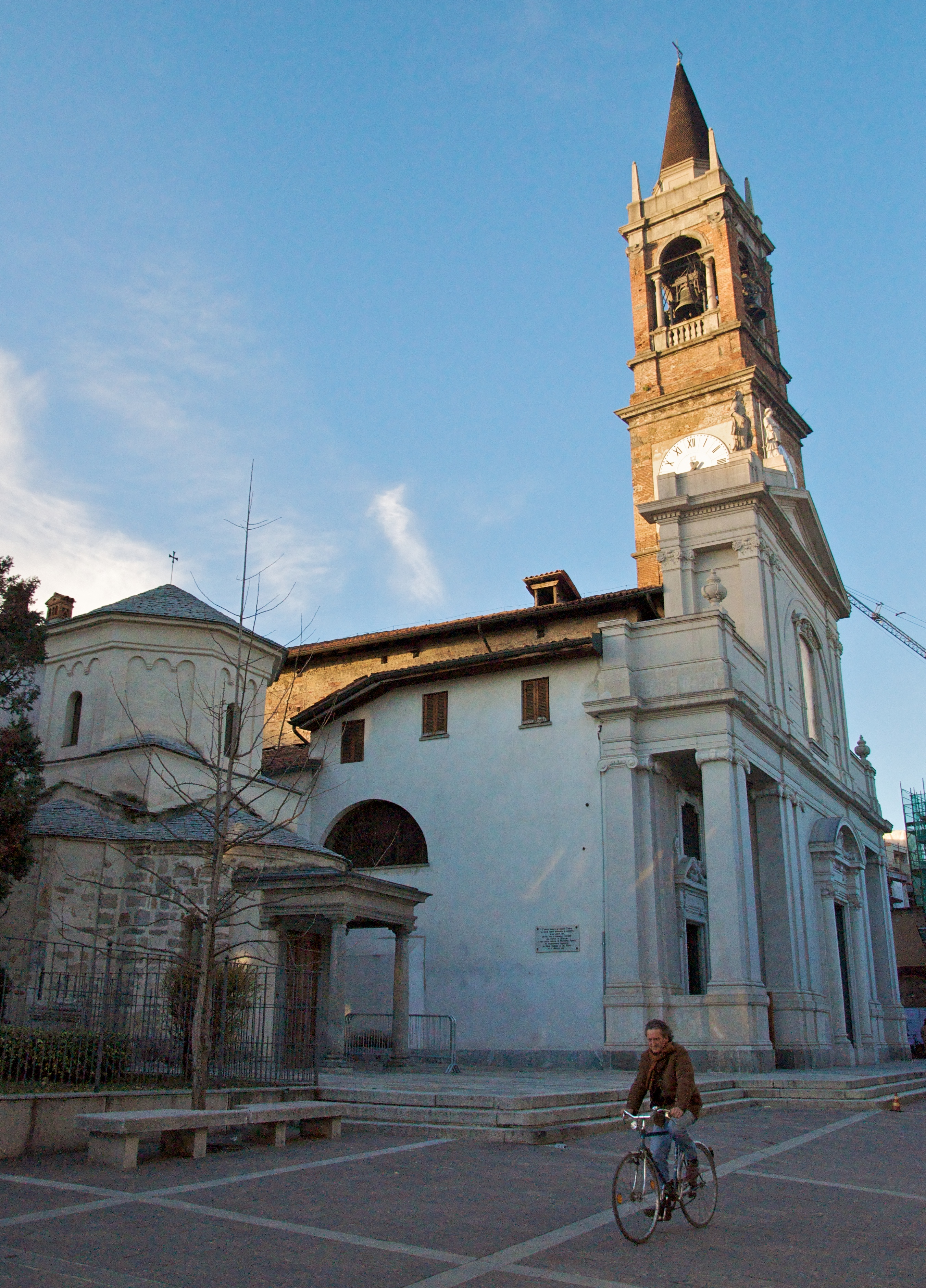
Kerk van Stanto Stefano en San Giovanni Battista in Mariano Comense
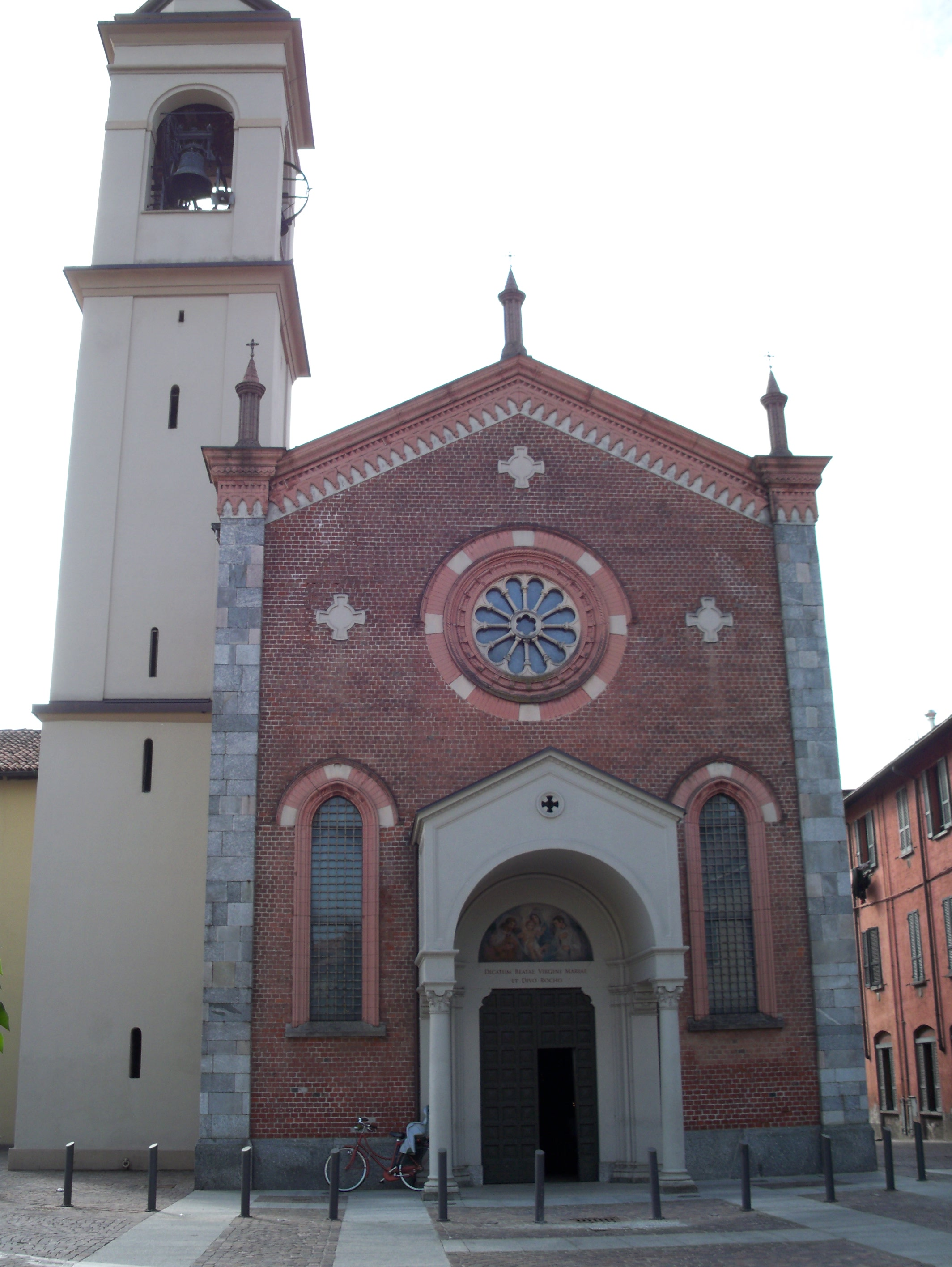
Kerk van San Rocco in Mariano Comense

## Geboren
- Luigi Sala (21 februari 1974), voetballer